# Henry Perigal
Henry Perigal, Jr. FRAS MRI (1er avril 1801 – 6 juin 1898) était un agent de change et mathématicien amateur britannique, connu pour sa démonstration du théorème de Pythagore par dissection et de sa croyance non-orthodoxe que la lune ne tourne pas,,,,,.

## Biographie
Perigal est issu d'une famille huguenote qui émigre en Angleterre à la fin du XVIIe siècle ,, et était l'aîné de six frères et sœurs. Après avoir travaillé comme greffier du Conseil Privé, il est devenu comptable dans une société de courtage à Londres dans les années 1840,. Il est resté célibataire toute sa vie.
Perigal est membre de la London Mathematical Society de 1868 à 1897 et a été trésorier de la Royal Meteorological Society pendant 45 ans, de 1853 jusqu'à sa mort en 1898. Il a été élu membre de la Royal Astronomical Society en 1850. Il a assisté à la Royal Institution régulièrement en tant que visiteur pendant de nombreuses années et en est finalement devenu membre en 1895, à l'âge de 94 ans,.
Bien que Perigal vécu longtemps, son père a vécu encore plus longtemps et est même devenu centenaire.

## Mathématiques

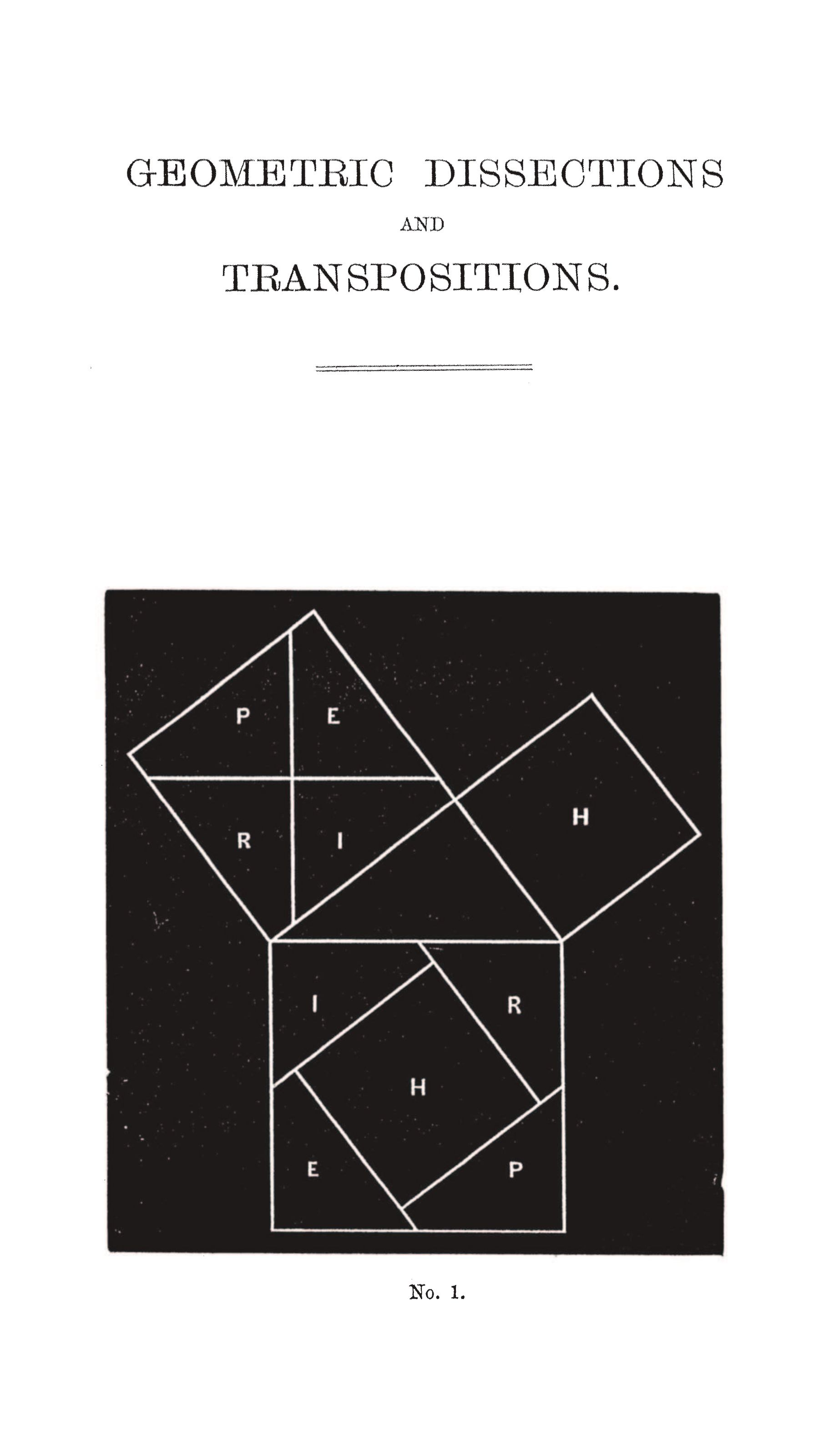
Première page de Geometric Dissections and Transpositions, illustrant la dissection de Perigal utilisée comme preuve du théorème de Pythagore.

Dans sa brochure Geometric Dissections and Transpositions (London: Bell & Sons, 1891) Perigal fourni une preuve du théorème de Pythagore basée sur l'idée de découper deux petits carrés pour les réorganiser en un carré plus grand. Sa dissection en 5 pièces peut être retrouvée en superposant un pavage carré régulier ayant pour taille le grand carré, avec un pavage de Pythagore, généré à partir des deux autres petits carrés,. Perigal utilisait cette dissection sur sa carte de visite. On peut également la voir gravée sur sa tombe,.
Dans ce même ouvrage, Perigal exprime son espoir que l'on puisse un jour démontrer la quadrature du cercle par dissection, problème posé en 1925 par Alfred Tarski. Il a été prouvé en 1963 que ce n'est pas possible avec une paire de ciseaux. Notons cependant qu'une solution non-constructive a été proposée par Miklós Laczkovich en 1990. 
Perigal propose également la première solution en 6 pièces au problème de la trisection du carré.
En plus d'être intéressé par les mathématiques, Perigal était un travailleur de tour accompli et faisait des modèles de courbes mathématiques pour Auguste De Morgan. Il croyait (à tort) que la lune ne tourne pas par rapport aux étoiles fixes et a utilisé ses connaissances du mouvement curviligne dans une tentative de démontrer cette croyance aux autres,.